# Phyxelida pingoana
Phyxelida pingoana is een spinnensoort uit de familie Phyxelididae. De soort komt voor in Kenia.